# Jarek Goebel
Pour les articles homonymes, voir Goebel.

a Compétitions nationales et continentales officielles uniquement.

Dernière mise à jour le 3 juin 2021.
Jarek Goebel, né le 13 février 1985, est un joueur de rugby à XV néo-zélandais évoluant au poste d'ailier ou d'arrière.

## Carrière
En 2008, il participe à quelques matches avec la province d'Auckland dans le cadre de l'Air New Zealand Cup.

## Vie personnelle
En février 2008, la liaison de Jonah Lomu et de Nadene Quirk éclate, cette dernière est l'épouse de Jarek Goebel qui s'épanche sur son infortune. 